# Reedville, Oregon

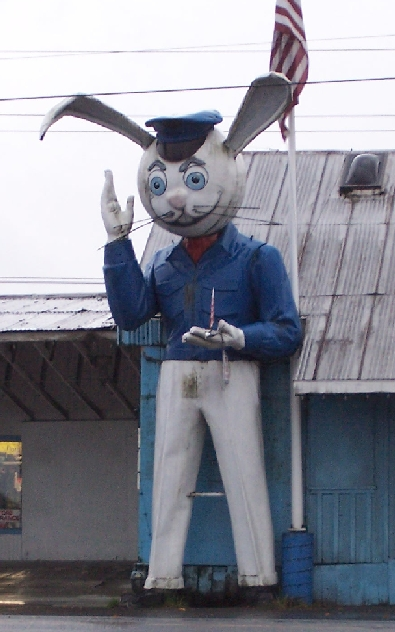
Chú thỏ Harvey trên Xa lộ Thung lũng Tualatin

Reedville là một cộng đồng chưa hợp nhất trong quận Washington, tiểu bang Oregon của Hoa Kỳ. Nó nằm giữa Hillsboro và Aloha. Xa lộ Oregon 8 (còn được biết tên là Xa lộ Thung lũng Tualatin) chạy qua khu vực. Đường Cornelius Pass là một mạch đường chính khác. Cộng đồng này được Học khu Hillsboro phục vụ. Một vài phần của khu vực này nằm trong địa giới của thành phố Hillsboro.

## Lịch sử
Reedville được đặt tên của Simeon Gannett Reed. Ông là một thành viên của Công ty Giao thông Tàu thủy Oregon và là một khuôn mặt nổi bật trong ngành giao thông trên sông Columbia từ năm 1859-1879. Reed và người làm ăn chung là William S. Ladd đã điều hành một nông trại rộng hơn 8.000 mẫu Anh nơi họ chăn nuôi gia súc và tổ chức đua xe ngựa (harness race). Tài sản của ông được quyên tặng để trở thành Cao đẳng Reed sau khi vợ của ông là Amanda Reed qua đời. Bưu điện Reedville được thiết lập năm 1877 và hoạt động cho đến năm 1954.
Năm 2003, Hillsboro mở Công viên Reedville Creek bao gồm công viên trượt ván đầu tiên của thành phố. Vào năm 2004, nhiều phần của cộng đồng này đã được sáp nhập vào thành phố Hillsboro.

## Địa điểm hấp dẫn
- Chú thỏ Harvey (Harvey the Rabbit) trên Xa lộ Thung lũng Tualatin. Hình tượng hấp dẫn này nằm bên đường được đặt tên như vậy theo tên chú thỏ trong bộ phim Harvey.[5]